# Live at the Roxy Theatre
| Recensione                    | Giudizio |
| ----------------------------- | -------- |
| AllMusic                      | [ 1 ]    |
| The Rolling Stone Album Guide | [ 2 ]    |

Live at the Roxy Theatre è il primo album dal vivo del cantautore statunitense Brian Wilson, pubblicato nel 2000.

## Tracce

### Disco 1
1. Little Girl Intro – 0:59
2. The Little Girl I Once Knew – 3:25
3. This Whole World – 1:51
4. Don't Worry Baby – 3:27
5. Kiss Me Baby – 3:12
6. Do It Again – 3:25
7. California Girls – 4:07
8. I Get Around – 2:35
9. Back Home – 4:34
10. In My Room – 2:48
11. Surfer Girl – 3:03
12. The First Time – 3:56
13. This Isn't Love – 3:55
14. Add Some Music to Your Day – 4:11
15. Please Let Me Wonder – 3:29

### Disco 2
1. Band Intro – 1:30
2. Brian Wilson – 0:55
3. Til I Die – 3:57
4. Darlin' – 2:51
5. Let's Go Away for Awhile – 2:54
6. Pet Sounds – 4:27
7. God Only Knows – 3:26
8. Lay Down Burden – 3:29
9. Be My Baby – 4:11
10. Good Vibrations – 6:02
11. Caroline, No – 5:00
12. All Summer Long – 3:12
13. Love and Mercy – 3:52
14. Sloop John B – 3:34
15. Barbara Ann – 2:44
16. Interview with Brian – 4:21